# Dāvis Rozītis
Davis Rozitis (Cēsis, Letonia, 16 de marzo de 1990) es un jugador de baloncesto letón. Juega en la posición de pívot, fue internacional sub-20 con la Selección de baloncesto de Letonia. Actualmente está sin equipo. Su último equipo fue el Real Valladolid Baloncesto de la Primera FEB.

## Carrera deportiva
Realizó su formación en los Estados Unidos, jugando inicialmente en los Trojans de la Universidad de Southern California y con posterioridad en los Warriors de la Universidad de Hawái, donde se graduó en 2014 con unos promedios de 3.6 puntos y 3.3 rebotes. Tras no ser elegido en el draft de la NBA regresó a su país, donde jugó durante cuatro temporadas defendiendo los colores de clubs como BK Valmiera, BK Barons, BK Liepājas lauvas y VEF Riga.
Con este último club comenzó la temporada 2017-18, firmando en noviembre de 2017 con el Actel Força Lleida para jugar en LEB Oro. Permaneció en el club durante un mes y medio antes de incorporarse al Club Ourense Baloncesto en diciembre, donde termina la temporada promediando 11.1 puntos y 8 rebotes. Renovó con Ourense en la siguiente temporada, la 2018-19, completando la campaña con medias de 10.8 puntos y 8 rebotes.
En la temporada 2019-20 firma con el Delteco Guipúzcoa Basket, con el que disputa 23 partidos y promedia 8.6 puntos y 5.4 rebotes antes de la conclusión anticipada de la campaña debido a la pandemia de coronavirus.
En julio de 2020 firma por el Bàsquet Girona de la Liga LEB Oro para disputar la temporada 2020-21, en la que registra medias de 10.2 puntos y 5.1 rebotes.
El 9 de agosto de 2021 firma por el TAU Castelló de la Liga LEB Oro para disputar la temporada 2021-22. Completa la campaña con unos promedios de 9 puntos y 4.3 rebotes.
El 16 de septiembre de 2022 firma por el Palencia Baloncesto de la Liga LEB Oro de España. Logra el ascenso a Liga ACB en la temporada 2022/23, participando en 37 encuentros con medias de 5,5 puntos y 2,8 rebotes en algo menos de 15 minutos.
El 10 de agosto de 2023, firma por el Oviedo Club Baloncesto de la Liga LEB Oro de España. Más tarde, firmaría con el Tartu Ulikool Maks & Moorits de la Korvpalli Meistriliiga, la primera división del baloncesto estonio y letón, donde promedió 12.8 puntos, 6 rebotes y 1.2 asistencias por partido, para una media de 16.2 créditos de valoración.
El 16 de octubre de 2024, firma un contrato temporal por el Real Valladolid Baloncesto de la Primera FEB.
El 30 de diciembre de 2024, no fue renovado por el Real Valladolid Baloncesto.

## Clubes
- BK Valmiera. (2014-2015)
- BK Barons. (2015-2016)
- BK Liepājas lauvas. (2016-2017)
- VEF Riga. (2017)
- Força Lleida Club Esportiu. LEB Oro. (2017-2017)
- Club Ourense Baloncesto. LEB Oro. (2017-2019)
- Delteco GBC. LEB Oro. (2019-2020)
- Bàsquet Girona. LEB Oro. (2020-2021)
- TAU Castelló. LEB Oro. (2021-2022)
- Palencia Baloncesto. LEB Oro. (2022-2023)
- Oviedo Club Baloncesto. LEB Oro. (2023)
- Tartu Ülikool/Rock. Alexela KML. (2024)
- Real Valladolid Baloncesto. Primera FEB. (2024)